# Luka och livets eld
Luka och livets eld är en roman av Salman Rushdie utgiven 2010.
Romanen är en uppföljare till Harun och sagornas hav. Den skrevs till författarens trettonårige son. Rushdie hämtade inspiration till romanen från datorspel. Romanen handlar om Luka som tillsammans med sina trogna följeslagare hunden Björn och björnen Hund måste ge sig ut att hämta Livets Eld för att rädda sin pappa, den legendariske sagoberättaren Rashid Khalifa, som förvandlats till en spökversion av sig själv.